# Gouy-Saint-André
Gouy-Saint-André is een gemeente in het Franse departement Pas-de-Calais (regio Hauts-de-France). De gemeente telt 613 inwoners (2004) en maakt deel uit van het arrondissement Montreuil.

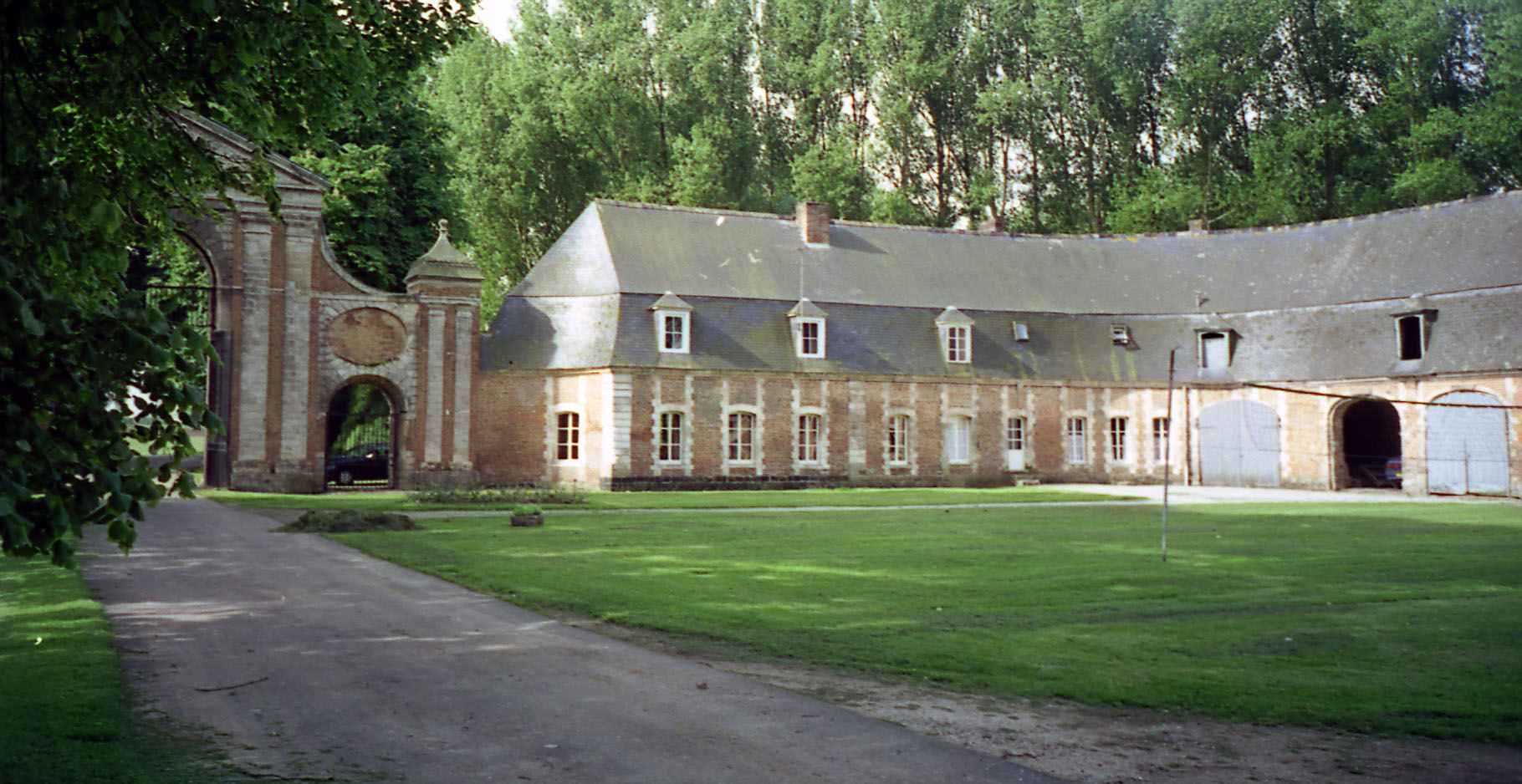
Bewaarde abdijhoeve

## Geschiedenis
Oude vermeldingen van de plaats gaan terug tot de 12de eeuw als Goy en Goi. In de 12de eeuw vestigde zich ten noordoosten van Gouy de premonstratenzer abdij van Saint-André-au-Bois. Op de 18de-eeuwse Cassinikaart is het dorp aangeduid als Gouy lez St André. De abdij verdween na de Franse Revolutie; enkel een poortgebouw en de abdijhoeve bleven over.
Op het eind van het ancien régime werd Gouy een gemeente. In 1834 werd buurgemeente Saint-André-au-Bois, die de oude abdijgronden omvatte, opgeheven en het grondgebied werd verdeeld over de gemeenten Boisjean, Campagne-lès-Hesdin, Maresquel en Gouy. Het gebied met de oude abdijsite werd aangehecht bij Gouy, dat weer Gouy-Saint-André werd genoemd.

## Geografie
De oppervlakte van Gouy-Saint-André bedraagt 13,3 km², de bevolkingsdichtheid is 46,1 inwoners per km². In het noordoosten van de gemeente ligt Saint-André-au-Bois, zo'n anderhalve ten noordoosten van het dorpscentrum van Gouy.
De onderstaande kaart toont de ligging van Gouy-Saint-André met de belangrijkste infrastructuur en aangrenzende gemeenten.

## Bezienswaardigheden
- De overblijvende gebouwen van de abdij van Saint-André-aux-Bois, die werden opgetrokken in het midden van de 18de eeuw, werden in 1970 ingeschreven als monument historique.
- De Église Saint-Martin. Een 16de-eeuws standbeeld van Maagd met Kind en een 18de-eeuwse calvarie, beide afkomstig uit de abdij, werden in 1905 geklasseerd als monument historique.

## Demografie
Onderstaande figuur toont het verloop van het inwonertal (bron: INSEE-tellingen).